# ريتشارد ألف
ريتشارد ألف (بالإنجليزية: Richard Alf)‏ هو شخصية أعمال أمريكي، ولد في 26 يناير 1952 في الولايات المتحدة، وتوفي في 5 يناير 2012 في مقاطعة سان دييغو في الولايات المتحدة بسبب سرطان البنكرياس.